# Spiral Tribe
Spiral Tribe és un sistema de so o sound system que va existir en la primera meitat de la dècada del 1990, i es va reactivar el 2007. Actualment, continua organitzant festes en locals d'oci nocturn al Regne Unit i arreu d'Europa. El col·lectiu es va originar a l'oest de Londres i posteriorment va viatjar per Europa i Amèrica del Nord. Segons un membre del col·lectiu, el nom se li va ocórrer mentre treballava, tot observant un pòster d'espirals interconnectades característiques d'una closca d'ammonit. El grup va tenir una gran influència en la subcultura emergent del freetekno. Els membres del col·lectiu van realitzar les seves produccions dintre del seu propi segell discogràfic Network 23. 